# دیوید ویلیامز
دیوید ویلیامز (انگلیسی: David Walliams؛ زادهٔ ۲۰ اوت ۱۹۷۱) هنرپیشه، کمدین، نویسنده و رمان‌نویس اهل کشور بریتانیا است. وی از سال ۲۰۱۲ از داوران برنامهٔ تلویزیونی بریتانیا استعداد دارد در شبکهٔ آی‌تی‌وی است. او همچنین نویسنده کتاب‌های کودکان است که بیش از ۲۵ میلیون نسخه در سراسر جهان به فروش رسانده‌است. او بیشتر به خاطر کارهایی که با مت لوکاس در سریال کمدی انگلیس کوچک و با من پرواز کن شناخته شده‌است.

## قسمتی از فیلمشناسی
- مارمادوک
- سرگذشت نارنیا: شاهزاده کاسپین
- استارداست
- آرزوهای بزرگ
- نگاه عشق
- کشتی خدایان
- بریتانیای کوچک
- پلانکت و مک‌لین